# Mitjušicha
Mitjušicha in russo Митюшиха? è una baia situata sull'isola Severnyj, nell'arcipelago della Novaja Zemlja, a nord del circolo polare artico. Amministrativamente appartiene all'oblast' di Arcangelo (Russia).

## Descrizione
Si trova sulla costa sud-occidentale dell'isola e si affaccia sul Mare di Barents. I promontori d'ingresso sono capo Ostrovnoj a nord e, a sud, capo Mitjušev, a sud-ovest del quale si trova l'omonima isola Mitjušev. Una piccola isola si trova anche all'interno della baia: l'isola Gagačij (73°39′00″N 54°35′46″E).
La lunghezza dell'insenatura, a forma di fiordo, è di 37 chilometri, la larghezza alla foce è di 9 chilometri. La profondità massima è di 51 metri. Le sponde sono alte e rocciose.

## Curiosità
Questa baia è il luogo dove il 30 ottobre 1961 fu fatta esplodere la Bomba Zar: la più potente bomba a idrogeno mai testata dall'uomo. Il lago che si è creato in seguito alla formazione del cratere lasciato dall'esplosione, si può osservare dal satellite alle coordinate 73°32′18″N 54°44′01″E.